# Forêt de Choqueuse
La forêt de Choqueuse est un massif forestier de 445 hectares de forêt domaniale situé sur le territoire de la commune de Jouarre en Seine-et-Marne.
C'est une forêt percée d'une vaste clairière occupée par la ferme de Choqueuse. Elle est bordée à l'est de la RD 402. 
À l'instar de la plupart des autres forêts, la forêt de Choqueuse est découpée de manière géométrique par plusieurs chemins (route des Abbesses, route du Batardeau, route du Marais, route Montmorin, etc.).

## Géographie

### Géographie physique
La forêt de Choqueuse est située sur le plateau de la Brie entre Coulommiers au sud de La Ferté-sous-Jouarre au nord.

### Géographie administrative
La forêt s'étend sur la seule commune de Jouarre en Seine-et-Marne.
Elle se prolonge au sud-est par le Bois départemental de Doue, commune de Doue.

### Accès
- Aire d'accueil au lieu-dit la Fringale, RD 402.
- Bus 41 du réseau de bus Brie et 2 Morin (Coulommiers - La Ferté-sous-Jouarre).

## Histoire

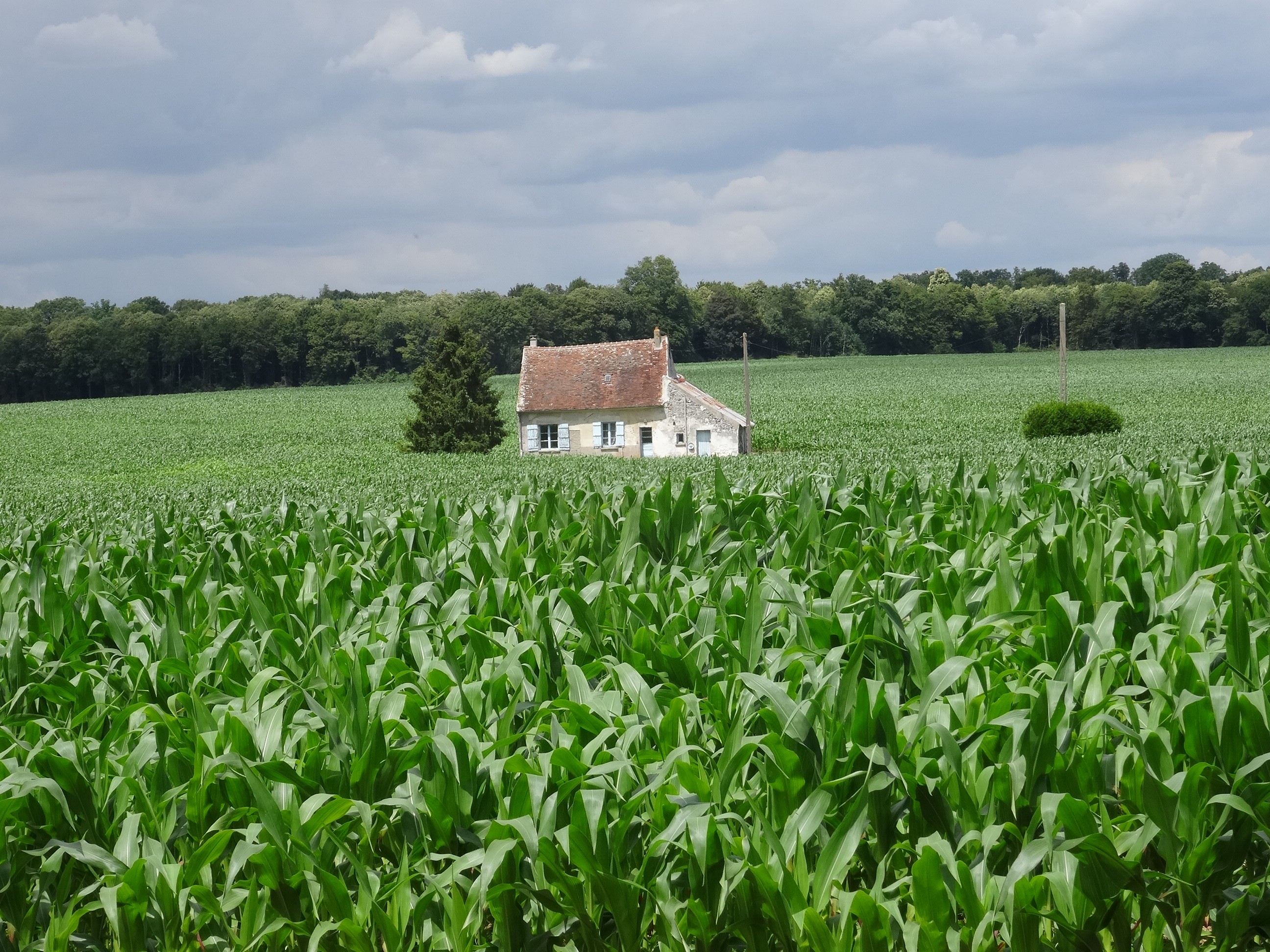
Clairière centrale de la Forêt Domaniale de Choqueuse.

Propriété de l'abbaye de Jouarre, cette zone boisée fut cédée à des serfs afin de la défricher et de la mettre en culture, ce qui explique la création de la vaste clairière située au milieu de la forêt où se trouve la ferme de Choqueuse.
Elle devient bien national à la suite de la Révolution en 1790.
La tempête Lothar en décembre 1999 a décimé 150 hectares de la forêt et nécessité des campagnes de reboisement.

## Faune et flore

### Flore
La forêt de Choqueuse est constituée de chênes, de charmes, de quelques hêtres et de quelques frênes principalement.

### Faune
La faune est pour l'essentiel constituée de renards, sangliers, chevreuils, faisans introduit en 1983, lapins, lièvres, bécasses, etc.

### La chasse
La chasse en forêt de Choqueuse s'y pratique le vendredi.

## Gestion administrative
Forêt domaniale, le massif est la propriété de l'État français, qui en délègue la gestion à l'office national des forêts. L'État assure le financement de l'entretien mais les collectivités locales sont également associées aux décisions.